# تاکسیدرمی (آلبوم کوئینادرینا)
| بررسی انتقادی | بررسی انتقادی |
| منبع          | رتبه‌بندی      |
| ------------- | ------------- |
| کیرانگ!       | [ ۲ ]         |
| ان‌ام‌ئی        | ۷/۱۰          |

تاکسیدرمی (به انگلیسی: Taxidermy) نخستین آلبوم استودیویی از گروهٔ موسیقی آلترناتیو راک کوئینادرینا می‌باشد که در سال ۲۰۰۰ منتشر گردید.